# Conrads incakolibrie
Conrads incakolibrie (Coeligena conradii) is een vogel uit de familie Trochilidae (kolibries). De vogel werd in 1847 door de Franse vogelkundige Jules Bourcier geldig beschreven als Trochilus conradii, maar later vaak beschouwd als een ondersoort van de gekraagde incakolibrie.

## Verspreiding en leefgebied
Deze soort komt voor in noordoostelijk Colombia en noordwestelijk Venezuela: